# Johan Berglund (bandyspelare)
Johan "Bejja" Berglund, född 27 april 1983, är en svensk bandyspelare i Ljusdals BK. Han är en försvarsspelare och känd för att spela väldigt tufft. Berglund har två SM-silver i bagaget med Bollnäs 2009/2010 (Elitserien i bandy 2009/2010) och 2010/2011 (Elitserien i bandy 2010/2011). 
Han har Ljusdals BK som moderklubb. Berglund värvades till Bollnäs GIF inför säsongen 2004/2005. Efter tio säsonger så var han tillbaka i Gul-Grönt. 